# Davide Morandi
Davide Morandi, detto Dudu (Sassuolo, 10 aprile 1969), è un musicista italiano.

## Biografia

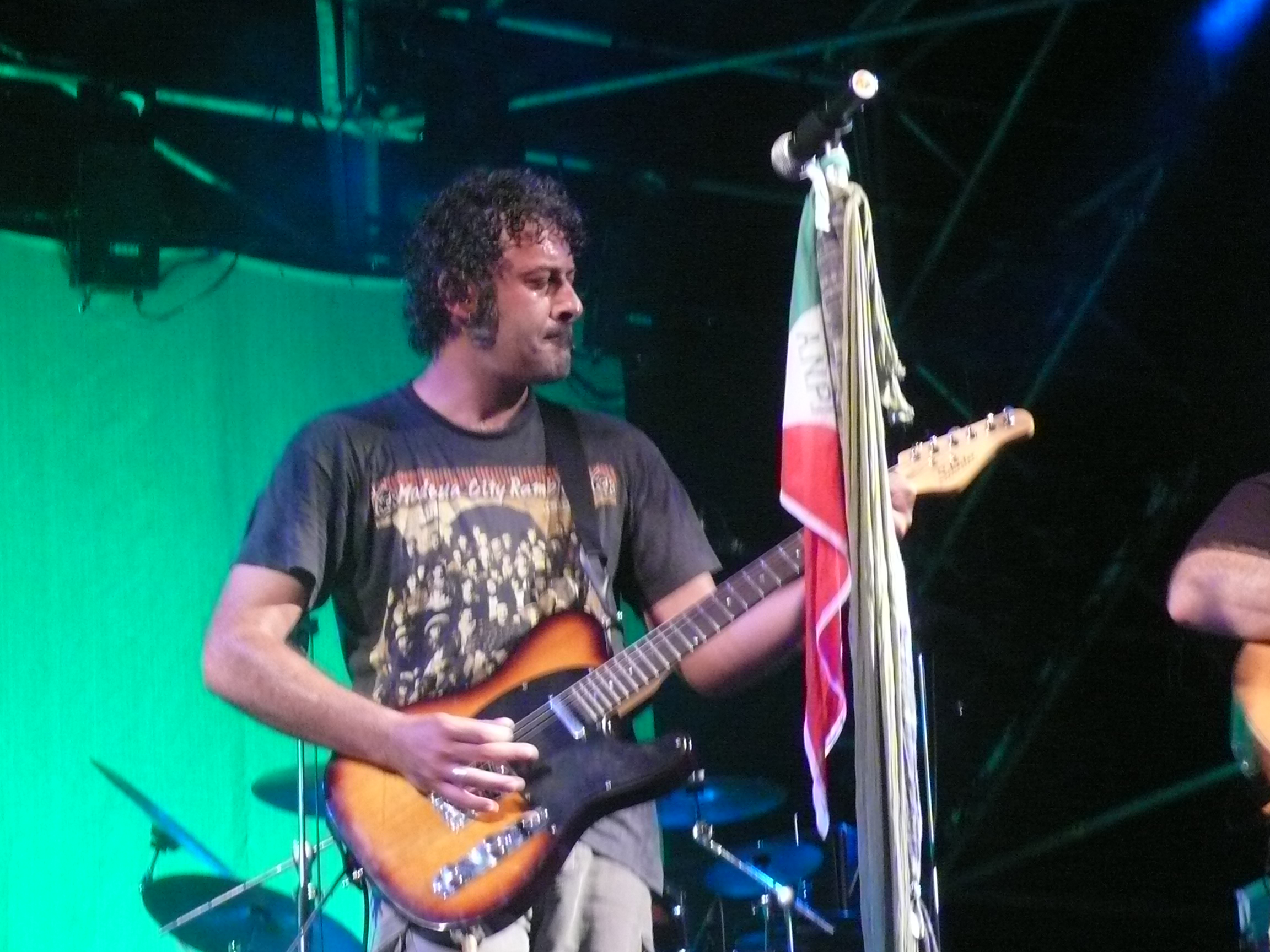
Davide Morandi alla chitarra elettrica live a Villa Ada, 20 giugno 2007

Con i Modena City Ramblers sin dagli esordi, canta in Riportando tutto a casa e compare nella foto di gruppo della copertina de La grande famiglia. Nel 2006 insieme a Betty Vezzani entra formalmente nei Modena City Ramblers in sostituzione di Stefano "Cisco" Bellotti che ha lasciato il gruppo. Il suo primo concerto con i Ramblers il 3 marzo 2006 al Fuori Orario di Taneto di Gattatico (RE), nello stesso anno partecipa a Il Grande Niente della Casa del vento. Sempre nel 2006 incide il suo primo disco con i Modena City Ramblers, Dopo il lungo inverno, seguito nel 2008 dall'album dal titolo Bella ciao - Italian Combat Folk for the Masses nel 2009 dall'album Onda libera e nel 2011 da Sul tetto del mondo.
Nel 2007 insieme a Luca Giacometti, già insieme a lui nei Mocogno Rovers, e compagno nei ramblers fonda i Modena Rovers, progetto che avrebbe fuso musica irlandese e cantautori. I primi concerti sarebbero cominciati nel novembre 2007, ma la morte del polistrumentista stronca sul nascere il progetto. Nel 2008 insieme a Francesco Moneti, Daniele Contardo (già musicista con i ramblers) e Jason McNiff dà vita al progetto Narrow Men AKA Come Down and Meet the Folks.
Alle elezioni amministrative del 2009 si candida al comune di Sassuolo nelle liste del PdCI, ma non viene eletto. Nel 2022 pubblica il suo primo album solista Vecchio come la luna. Nel 2024 partecipa al progetto Collettivo Migrado, insieme a Massimo “Ice” Ghiacci (con lui nei Modena City Ramblers) e a Fabrizio Cariati e Marco V. Ambrosi dei Nuju. Il progetto pubblica, nell'anniversario del Naufragio di Cutro, il disco/graphic novel Io non c’ero ma ero lì, dedicato al tema della migrazione.

## Discografia

### Solista
- 2022 - Vecchio come la luna

### Con i Mocogno Rovers
- 1998 - La repubblica del folk

### Con i Modena City Ramblers
- 2006 - Dopo il lungo inverno
- 2008 - Bella ciao - Italian Combat Folk for the Masses
- 2009 - Onda libera
- 2011 - Sul tetto del mondo
- 2012 - Battaglione Alleato
- 2013 - Niente di nuovo sul fronte occidentale
- 2015 - Tracce clandestine
- 2017 – Mani come rami, ai piedi radici
- 2019 – Riaccolti
- 2022 – Sei vivo
- 2023 – Altomare

### Con i Collettivo Migrado
- 2024 - Io non c'ero ma ero lì

### Collaborazioni
- 1993 - Modena City Ramblers: Riportando tutto a casa, coro partigiano in Bella ciao
- 2006 - Casa del vento: Il grande niente, cori in Sul confine
- 2007 - Graziano Romani: Tre colori, voce e cori
- 2008 - Fabrizio Varchetta: voce in Siamo gli operai; brano inedito dedicato agli operai della ThyssenKrupp di Torino morti il 6 dicembre 2007
- 2010 - Fabrizio Varchetta: voce in Nino il Marzianino contenuto in Siamo gli Operai
- 2011 - Almamediterranea: voce in Galera contenuto in Popolo di onesti
- 2015 - Punkreas: voce in Modena-Milano contenuto in Il lato ruvido
- 2019 - Il frikkettone 2.0 dei Folkabbestia insieme a Erriquez e Finaz della Bandabardò e Fry dei Modena City Ramblers
- 2021 - #iosonomoka: chitarra e voce in Musico fallito